# Resolució 1055 del Consell de Seguretat de les Nacions Unides
La Resolució 1055 del Consell de Seguretat de les Nacions Unides, adoptada per unanimitat el 8 de maig de 1996, després de reafirmar la Resolució 696 (1991) i totes les resolucions següents sobre Angola, el Consell va examinar el procés de pau i va estendre el mandat de la Tercera Missió de Verificació de les Nacions Unides a Angola (UNAVEM III) fins a l'11 de juliol de 1996.
El Consell de Seguretat reiterà la importància que concedeix a l'aplicació dels Acords de Pau i el Protocol de Lusaka entre Angola i UNITA. El procés de pau progressava, però amb retards, en particular l'aquarterament de les tropes d'UNITA i la integració en les forces armades. Les dues parts havien acordat la formació d'una força armada unificada al juny de 1996, l'establiment d'un govern d'unitat nacional i la reconciliació entre juny i juliol de 1996. Al febrer de 1997 s'esperava, segons el que preveia la Resolució 976 (1995) que es completaria el mandat de la UNAVEM III. Es va emfatitzar la necessitat que totes les parts de proporcionar seguretat a la UNAVEM III, de respectar els drets humans i garantir la desmilitarització de la societat angolesa després de la mort de dos membres de l'UNAVEM III el 3 d'abril de 1996. Es va reafirmar l'embargament d'armes contra el país.
Es va expressar preocupació per la manca d'aquarterament total de les tropes d'UNITA d'acord amb la Resolució 1045 (1996), i es va cridar a completar-ho, a lliurar les armes a la UNAVEM III i alliberar tots els presoners incondicionalment abans de juny de 1996. Tant UNITA com el govern d'Angola van ser requerits per a resoldre totes les qüestions pendents abans del 15 de maig de 1996. A més, se'ls va instar a cessar tota propaganda hostil i a ajudar les Nacions Unides en l'establiment d'una ràdio independent. Es va demanar al Secretari General que informés al Consell el 17 de maig de 1996 si les parts havien completat les tasques establertes, i a presentar un informe de situació l'1 de juliol de 1996.